# Дойко, Габор

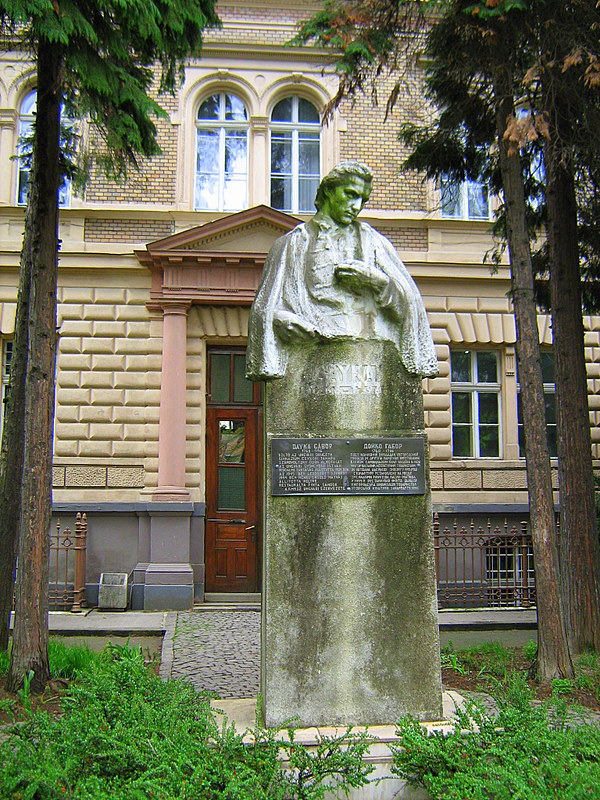
Памятник венгерскому поэту Габору Дойко в Ужгороде

Габор Дойко (венг. Dayka Gábor; 21 марта 1769, Мишкольц — 20 октября 1796, Ужгород) — венгерский поэт.

## Биография
Родился в семье сапожника. В 2-летнем возрасте остался сиротой. Поступил в церковно-приходскую школу в Мишкольце. На способного и талантливого мальчика обратили внимание священники-преподаватели, которые взяли его на полное обеспечение в монастырь в Эгере. После окончания школы Г. Дойко принимает решение стать священником и поступает в духовную семинарию в Пеште.
Во время учебы познакомился с идеями Просвещения. В 1791 году, незадолго до рукоположения из-за конфликта, возникшего с руководством, был обвинен в ереси и религиозной терпимости, и оставил семинарию.
Получил должность учителя начальных классов гимназии в г. Левоча (ныне Словакия). Затем принимает участие в конкурсе на замещение должности преподавателя в ужгородской гимназии им. Другета и выигрывает его. Осенью 1795 году переселяеся с семьей в Ужгород.
Преподавал в Ужгородской гимназии Дойко недолго из-за обострившегося заболевания туберкулезом.
Умер 20 октября 1796 года. Похоронен в Ужгороде на вершине горы Кальвария.

## Творчество
Габор Дойко — один из самых известных венгерских поэтов XVIII века.
Сочинял, в основном, любовную лирику, полную эмоций и идиллии, а также сентиментальные стихи. Отлично владел латынью, греческим, немецким, итальянским, словацким языками, знал иврит, понимал английский язык, писал стихи, переводил с французского. В 1790 году после перевода некоторых произведений Овидия познакомился, а затем подружился с поэтом Ф. Казинци.
Произведения Дойко Габора через пять лет после его смерти начал собирать его друг, венгерский поэт и литературовед Ференц Казинци. У коллег и друзей поэта ему удалось собрать около 50-и стихотворений Дойки. В 1813 году был издан сборник поэзии Габора Дойко.
Поэзия Габора Дойко хорошо известная до второй мировой войны, ныне мало знакома даже жителям закарпатского края.

## Память
В честь Габора Дойки в 1909 году перед входом в Ужгородскую гимназию (в настоящее время корпус химического факультета Ужгородского национального университета) был установлен его мраморный бюст. Скульптуру изготовил ужгородский художник Эдмунд Самовольский (1878—1914). Первоначально было задумано отлить бюст из бронзы, но Государственный Художественный Совет, который утверждал проект, предложил каррарский (Италия) мрамор.
Церемония оказалась очень пышной. На ней присутствовали представители Венгерской Академии наук и наибольших литературных обществ страны, не говоря уже о патронах события: епископа Юлия Фирцака и сверхжупана Ужанского комитата графа Габора Старого.
После Второй мировой войны, в 1945 году, когда здание гимназии передали Ужгородскому госуниверситету, бюст поэта сняли, а на его месте установили бюст В. И. Ленина. Скульптуру передали в Закарпатский краеведческий музей. И только в 1994 году памятник отреставрировали и он занял своё первоначальное место.
В честь поэта названа единственная в Ужгороде школа с венгерским языком обучения.